# Košický kbel
Košický kbel (lat. Cubulus Cassoviensis, maďarsky Kassai Köböl) byl nejznámější druh duté míry používaný na Slovensku v období středověku a novověku. Název dostal podle místa svého rozšíření, významné kupecké metropole tehdejšího Uherska - Košic.
Jako míra na sypný materiál obsahoval košický kbel 84 litrů. V 17. století se zvýšil na 125 litrů, což se rovnalo dvěma bratislavským mericím. Spišský kbel měl 48 litrů a bratislavský kbel 59 litrů.
Jako míra pro tekutiny obsahoval 13,57 litru. Méně měl Budínský kbel, který obsahoval 8,48 litru.